# Krbice
Krbice (Deutsch Körbitz) ist eine Grundsiedlungseinheit der Gemeinde Spořice in Tschechien. Das erloschene Dorf lag in der Region Ústecký kraj, etwa drei Kilometer südwestlich von Spořice.

## Geschichte
Die erste schriftliche Erwähnung des Ortes stammt aus dem Jahr 1344.
1983 fiel Krbice dem Braunkohlebergbau zum Opfer, an seiner Stelle befindet sich nun der Tagebau Nástup–Tušimice. Das 9,5 km² große Gebiet der ehemaligen Katastralgemeinde Krbice wurde an Spořice angegliedert.

## Bevölkerung
|                                                                  | 1869 | 1880 | 1890 | 1900 | 1910 | 1921 | 1930 | 1950 | 1961 | 1970 |
| ---------------------------------------------------------------- | ---- | ---- | ---- | ---- | ---- | ---- | ---- | ---- | ---- | ---- |
| Einwohner                                                        | 250  | 262  | 259  | 254  | 333  | 335  | 338  | 247  | 213  | 138  |
| Haushalte                                                        | 48   | 49   | 50   | 50   | 51   | 51   | 61   | 56   | 89   | 44   |
| 1961 waren die Haushalte von Naschau und Redschitz mit enthalten |      |      |      |      |      |      |      |      |      |      |

## Persönlichkeiten
- Karl Borromäus Hanl von Kirchtreu (1782–1874), Bischof von Königgrätz